# مرکز دیابت آلمان مرکنتهایم
مرکز دیابت آلمان مرکنتهایم (به آلمانی: Diabetes Zentrum Mergentheim) یک بیمارستان در آلمان است که در باد مرگنت‌هایم واقع شده‌است.